# Johan Dahl
Johan Dahl (Koppenhága, 1959. szeptember 19.) feröeri politikus, a Sambandsflokkurin tagja. 2004-ben és 2011-ben rövid ideig halászati, 2008-tól 2015-ig gazdasági miniszter volt.

## Pályafutása
Bankári végzettsége van. A gazdasági életben tevékenykedett: 1982 és 1990 között az A/S J. Dahl Gørðum og Vágs Skipasmiðju hajógyár igazgatója, majd 1991–1992 között a World Seafood igazgatója volt.

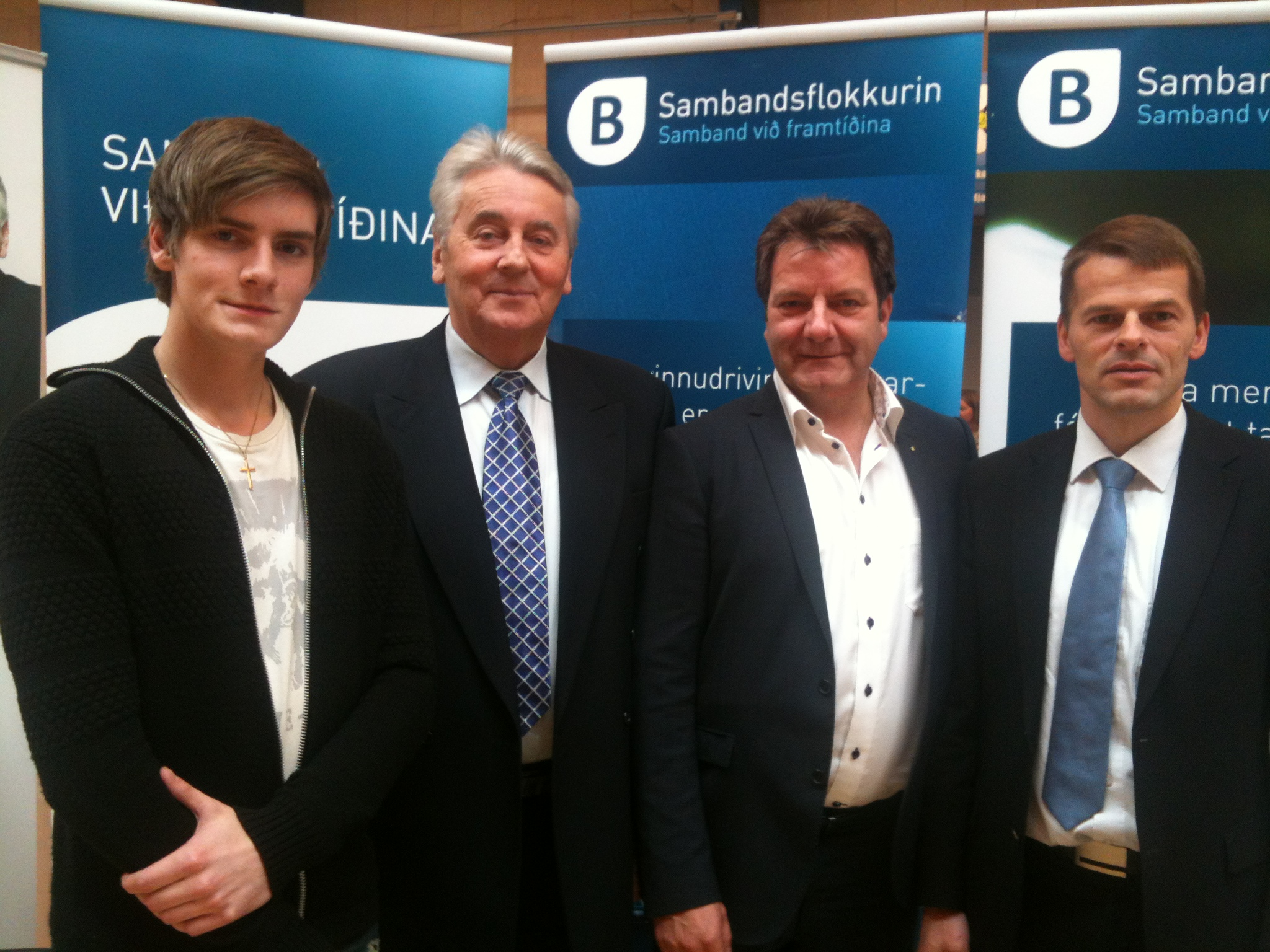
Párttársaival (Sambandsflokkurin) 2012-ben

2002-ben lett a Løgting tagja, ahol 2004-ig politizált. Ekkor halászati miniszteri posztot kapott Jóannes Eidesgaard kormányában. 2008-tól 2015-ig az első és a második Kaj Leo Johannesen-kormány gazdasági minisztere volt.

## Magánélete
Szülei Ebba szül. Albinus, most Hovgaard Fámjinból és Jógvan Dahl úr Vágurból. Felesége Linda Herdalur Signabøurból.

## Fordítás
- Ez a szócikk részben vagy egészben a Johan Dahl című norvég Wikipédia-szócikk ezen változatának fordításán alapul.  Az eredeti cikk szerkesztőit annak laptörténete sorolja fel. Ez a jelzés csupán a megfogalmazás eredetét és a szerzői jogokat jelzi, nem szolgál a cikkben szereplő információk forrásmegjelöléseként.